# Cobalt(II) hydroxide
Cobalt(II) hydroxide là một hợp chất vô cơ với công thức hóa học Co(OH)2, dạng thường gặp là β-Co(OH)2. Đó là loại bột màu hồng đỏ, không hòa tan trong nước. Một mẫu màu xanh lam không ổn định, còn được gọi là α-Co(OH)2, cũng đã được tìm thấy.
Nó được sử dụng nhiều như tác nhân làm khô cho sơn, vecni và mực, trong việc điều chế các hợp chất cobalt khác, như một chất xúc tác và trong việc sản xuất điện cực pin.

## Điều chế
Cobalt(II) hydroxide kết tủa như một chất rắn khi một hydroxide kim loại kiềm được thêm vào một dung dịch nước muối Co2+:
Co2+ + 2NaOH → Co(OH)2 + 2Na+
Hợp chất này có thể điều chế bằng phản ứng của cobalt(II) nitrat trong nước với dung dịch triethylamin N(C
2H
5)
3 như là cả base lẫn tác nhân tạo phức.. Nó cũng được điều chế bằng điện phân dung dịch cobalt(II) nitrat với cathode platin.

## Phản ứng
Cobalt(II) hydroxide phân hủy thành cobalt(II) oxide ở nhiệt độ 168 °C trong chân không và bị oxy hóa bằng không khí. Sản phẩm phân hủy nhiệt trong không khí trên 300 °C là Co3O4.
Giống như sắt(II) hydroxide, cobalt(II) hydroxide là một hydroxide base. Nó tạo thành [Co(H2O)6]2+ trong dung dịch acid. Trong các base mạnh, cobalt(II) hydroxide chấp nhận thêm các ion hydroxide để tạo thành dung dịch cobaltat(II) màu xanh đậm [Co(OH)4]2− và [Co(OH)6]4−.

## Cấu trúc
Cobalt(II) hydroxide có cấu trúc tinh thể brucit. Như vậy, các liên kiết giữa anion và cation giống như trong cadmi(II) iodide, trong đó các cation cobalt(II) có cấu trúc hình học phân tử bát diện.
Dạng beta có thể thu được như là các tấm rất nhỏ với hình học lục diện một phần, rộng 100-300 nm và dày 5–10 nm.

### Dạng alpha
Cái gọi là α-Co(OH)2 liên quan chặt chẽ với β-Co(OH)2 nhưng có cấu trúc hydrotalcit. Như vậy nó chứa các anion khác (như nitrat, carbonat, chloride) trong các lớp xen vào giữa các lớp hydroxide-cobalt-hydroxide có điện tích dương tồn dư, do đó nó không phải là một đa hình. Nó thường thu được như là chất kết tủa màu xanh lam khi một base như natri hydroxide được thêm vào dung dịch muối của cobalt(II).
α-Co(OH)2 là tiền thân của β-Co(OH)2 và kết tủa này chuyển hóa chậm thành dạng beta.

### Ống nano
Cobalt(II) hydroxide có thể thu được dưới dạng các ống nano, có thể được quan tâm trong công nghệ nano và khoa học vật liệu.

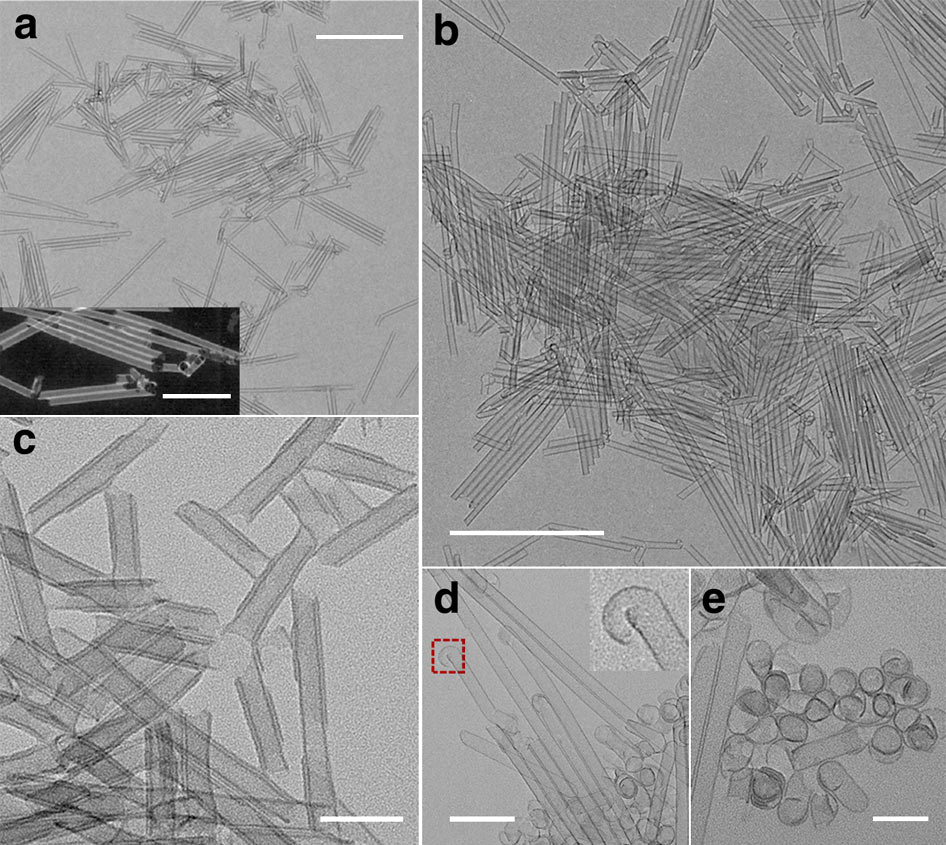
Ống nano cobalt(II) hydroxide. Quy mô thanh: (a, b) 500 nm, 200 nm; (c, e) 50 nm; (d) 100 nm.